# Rosinos de la Requejada
Rosinos de la Requejada è un comune spagnolo di 436 abitanti situato nella comarca di Sanabria, provincia di Zamora, appartenente alla comunità autonoma di Castiglia e León.
Il comune comprende i centri abitati di: Anta de Rioconejos, Carbajalinos, Doney de la Requejada, Escuredo, Gusandanos, Monterrubio, Rionegrito, Rosinos de la Requejada (capoluogo), Santiago de la Requejada e Villarejo de la Sierra